# Jack Portland
Jack Frederick Portland (né le 30 juillet 1912 à Waubaushene, en Ontario, au Canada - mort le 15 août 1996) est un joueur professionnel canadien de hockey sur glace qui évoluait au poste de défenseur,. Il a participé aux Jeux olympiques d'été de 1932 en tant que sauteur et triple-sauteur.

## Biographie
Avant d'entamer une carrière professionnelle dans le hockey, Portland est sélectionné pour participer aux Jeux olympiques d'été de 1932 avec l'équipe du Canada. Alors détenteur du record canadien du saut en hauteur avec 1,94 mètre (6 pieds 4 pouces 3/8), il y participe dans cette discipline ainsi que dans celle du triple saut. Il termine la compétition à la 9e place du saut en hauteur en ayant franchi 1,85 mètre et n'est pas classé lors du triple saut.
En 1933, il signe son premier contrat professionnel en hockey sur glace avec les Canadiens de Montréal pour une durée de deux ans. Échangé avant le terme de celui-ci aux Bruins de Boston contre Tony Savage et 7 500 dollars, il partage son temps de jeu entre les Bruins et leur club-école, les Cubs de Boston, dans la Canadian-American Hockey League qui le sélectionne dans sa première équipe d'étoiles en 1936. Dès l'année suivante, il devient titulaire au sein de la défense des Bruins, ne manquant qu'un match des trois saisons régulières jouées pour les Bruins avec lesquels il remporte la Coupe Stanley en 1939. Il est échangé l'année suivante contre Des Smith des Black Hawks de Chicago qui ne le gardent qu'un demi-saison avant de le renvoyer à Montréal contre une somme d'argent. Engagé dans l'armée canadienne lors de la Deuxième Guerre mondiale, il interrompt trois ans sa carrière qu'il termine dans la Ligue américaine de hockey en 1948.
Il devient plus tard entraîneur d'équipes mineures et juniors et meurt en 1996.

## Statistiques
| Saison     | Équipe                  | Ligue      |     | Saison régulière | Saison régulière | Saison régulière | Saison régulière | Saison régulière |   | Séries éliminatoires | Séries éliminatoires | Séries éliminatoires | Séries éliminatoires | Séries éliminatoires |
| Saison     | Équipe                  | Ligue      | PJ  | B                | A                | Pts              | Pun              | PJ               | B | A                    | Pts                  | Pun                  |                      |                      |
| 1933-1934  | Canadiens de Montréal   | LNH        | 31  | 0                | 2                | 2                | 10               | 2                | 0 | 0                    | 0                    | 0                    |                      |                      |
| 1934-1935  | Canadiens de Montréal   | LNH        | 5   | 0                | 0                | 0                | 2                | -                | - | -                    | -                    | -                    |                      |                      |
| 1934-1935  | Bruins de Boston        | LNH        | 15  | 1                | 1                | 2                | 2                | -                | - | -                    | -                    | -                    |                      |                      |
| 1934-1935  | Cubs de Boston          | Can-Am     | 28  | 7                | 5                | 12               | 34               | 3                | 0 | 0                    | 0                    | 4                    |                      |                      |
| 1935-1936  | Bruins de Boston        | LNH        | 2   | 0                | 0                | 0                | 0                | -                | - | -                    | -                    | -                    |                      |                      |
| 1935-1936  | Cubs de Boston          | Can-Am     | 47  | 4                | 6                | 10               | 95               |                  |   |                      |                      |                      |                      |                      |
| 1936-1937  | Bruins de Boston        | LNH        | 46  | 2                | 4                | 6                | 58               | 3                | 0 | 0                    | 0                    | 4                    |                      |                      |
| 1937-1938  | Bruins de Boston        | LNH        | 48  | 0                | 5                | 5                | 26               | 3                | 0 | 0                    | 0                    | 4                    |                      |                      |
| 1938-1939  | Bruins de Boston        | LNH        | 48  | 4                | 5                | 9                | 46               | 12               | 0 | 0                    | 0                    | 11                   |                      |                      |
| 1939-1940  | Bruins de Boston        | LNH        | 28  | 0                | 5                | 5                | 16               | -                | - | -                    | -                    | -                    |                      |                      |
| 1939-1940  | Black Hawks de Chicago  | LNH        | 16  | 1                | 4                | 5                | 20               | 2                | 0 | 0                    | 0                    | 0                    |                      |                      |
| 1940-1941  | Black Hawks de Chicago  | LNH        | 5   | 0                | 0                | 0                | 4                | -                | - | -                    | -                    | -                    |                      |                      |
| 1940-1941  | Canadiens de Montréal   | LNH        | 42  | 2                | 7                | 9                | 34               | 3                | 0 | 1                    | 1                    | 2                    |                      |                      |
| 1941-1942  | Canadiens de Montréal   | LNH        | 46  | 2                | 9                | 11               | 53               | 3                | 0 | 0                    | 0                    | 0                    |                      |                      |
| 1942-1943  | Canadiens de Montréal   | LNH        | 49  | 3                | 14               | 17               | 52               | 5                | 1 | 2                    | 3                    | 2                    |                      |                      |
| 1946-1947  | Bisons de Buffalo       | LAH        | 50  | 2                | 14               | 16               | 25               | 2                | 0 | 0                    | 0                    | 0                    |                      |                      |
| 1947-1948  | Rockets de Philadelphie | LAH        | 1   | 0                | 1                | 1                | 0                |                  |   |                      |                      |                      |                      |                      |
| 1947-1948  | Lions de Washington     | LAH        | 56  | 5                | 14               | 19               | 19               |                  |   |                      |                      |                      |                      |                      |
| Totaux LNH | Totaux LNH              | Totaux LNH | 381 | 15               | 56               | 71               | 323              | 33               | 1 | 3                    | 4                    | 23                   |                      |                      |